# Konrad Seusenhofer

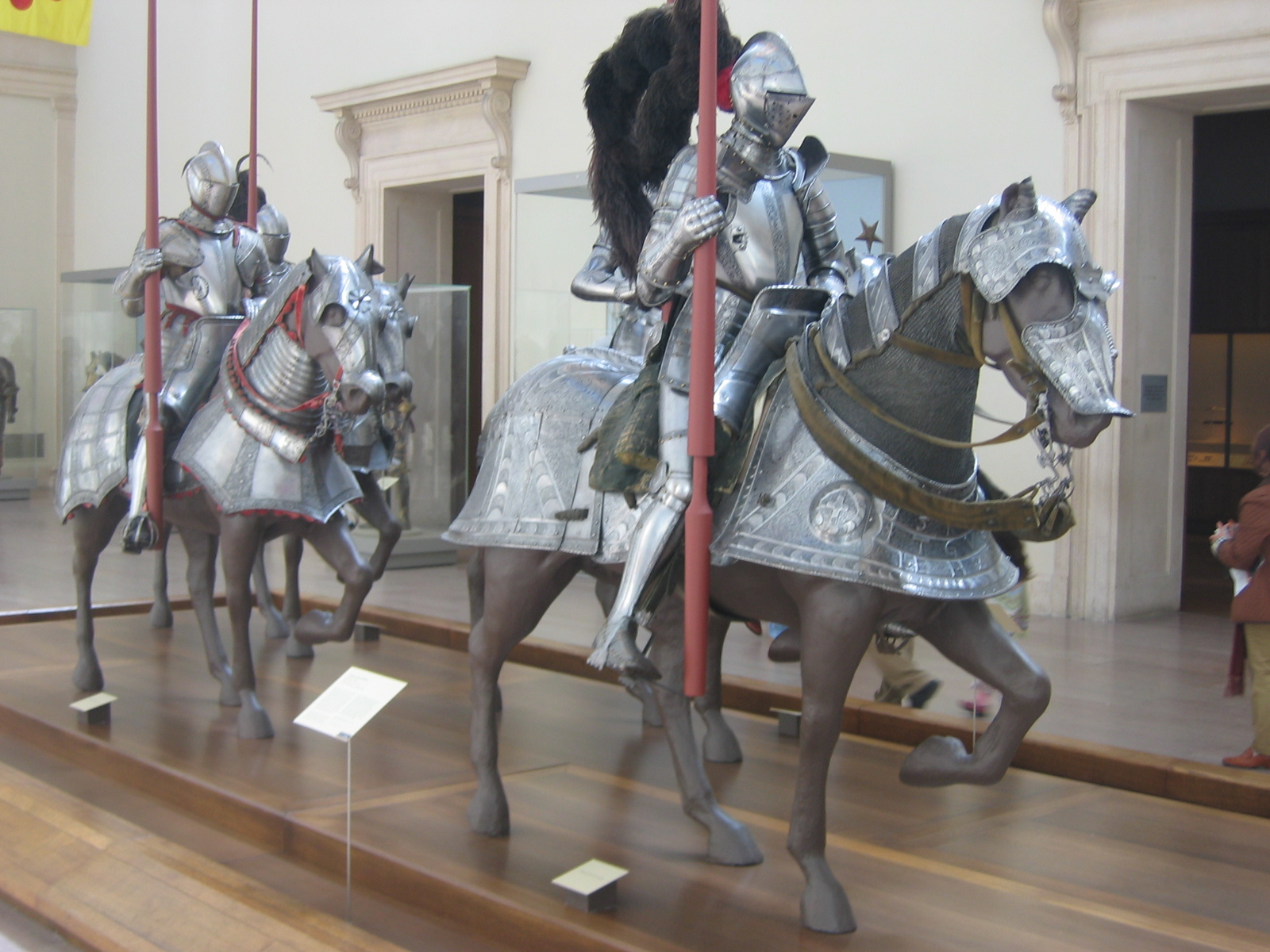
Reiterharnisch Kaiser Maximilians, Metropolitan Museum of Art, New York

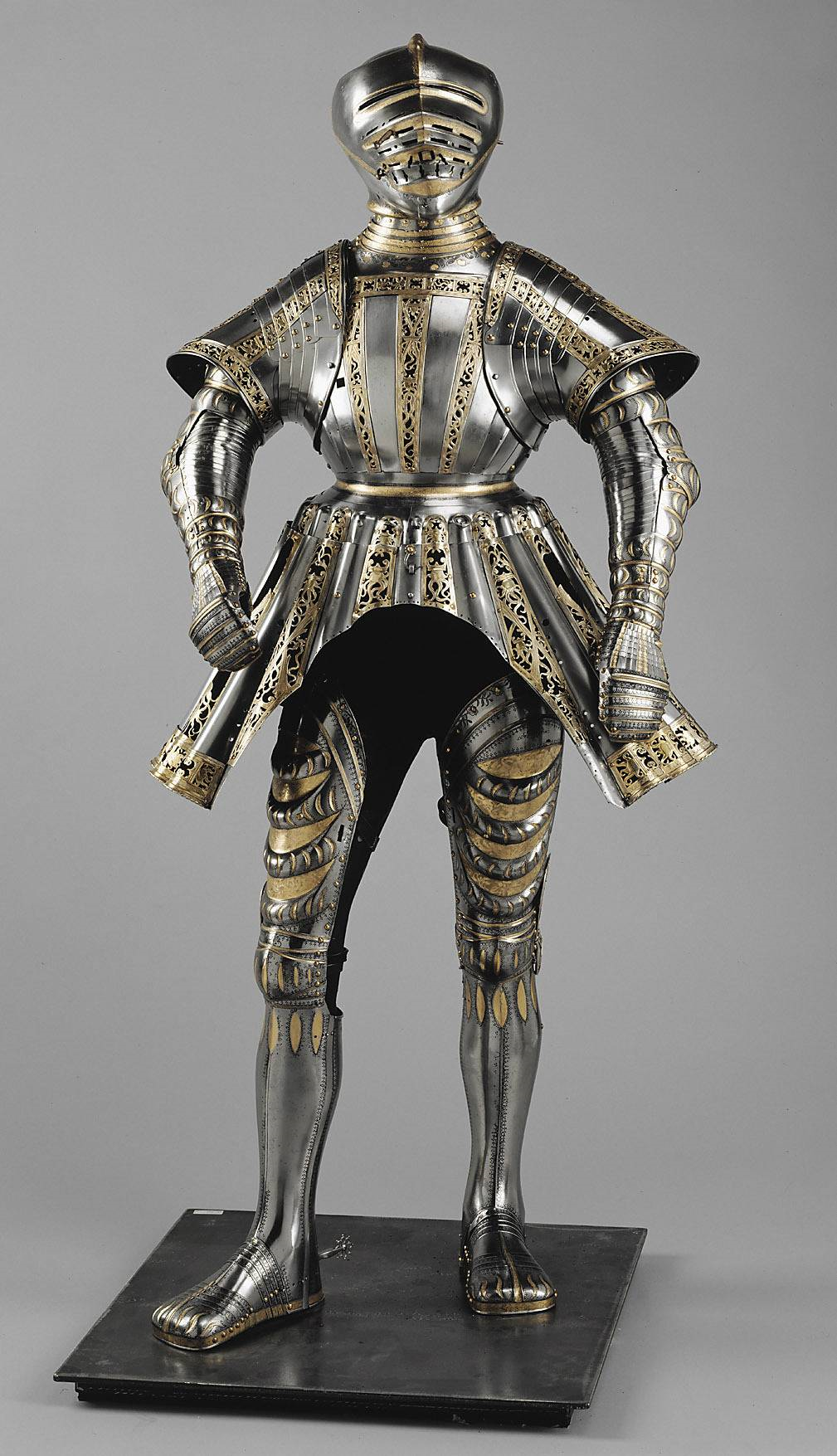
Rüstung Karls V.

Konrad Seusenhofer (* um 1450–1460; † 30. August 1517 in Innsbruck, Tirol) war der bedeutendste Plattner der Frührenaissance in Mitteleuropa.
Er war der Bruder von Hans Seusenhofer. Er wanderte um 1490 mit seinem Bruder Hans nach Innsbruck ein; um 1504 wurde er zum Hofplattner ernannt („röm. kays. Majestät harnaschmaister“).
Seusenhofer errichtete 1505/06 die Hofplattnerei (das jetzige Landhaus).
Seusenhofer führte das Erbe der Treitz am Innsbrucker Hof weiter, verbesserte die Harnischform (unter Mitwirkung Kaiser Maximilians I.) und den Reiterharnisch, stellte die ersten Landsknechtsharnische her und übernahm als erster das Motiv der „verhauten“ Tracht in das Eisenkleid.
Er stattete weitere Hochadelige aus, so etwa Heinrich VIII., Ludwig II. oder den späteren Karl V.

## Zugeschriebene Werke
- Reitrock, um 1510/15 (New York City, Metropolitan Museum of Art, Inv. Nr. 14.25.790a, b)[1]
- Armet, um 1510/15 (Wien, Kunsthistorisches Museum, Hofjagd- und Rüstkammer, Inv. Nr. A 295)[2]
- Riefelharnisch von Matthäus Kardinal Lang von Wellenburg, 1511 (Wien, Kunsthistorisches Museum, Hofjagd- und Rüstkammer, Inv. Nr. A 244)[3]
- Kinder-Faltenrockharnisch Karls V., um 1512/14 (Wien, Kunsthistorisches Museum, Hofjagd- und Rüstungskammer, Inv. Nr. A 109)[4]
- Rossstirn Maximilians I., 1513 (Madrid, Patrimonio Nacional)
- Hentzen eines Riefelharnischs, um 1514 (Wien, Kunsthistorisches Museum, Hofjagd- und Rüstkammer, Inv. Nr. A 7a)[5]
- Rechtes Schulterstück eines Riefelharnischs, um 1514 (Wien, Kunsthistorisches Museum, Hofjagd- und Rüstkammer, Inv. Nr. A 179)[6]
- Rossstirn, 1514 (Wien, Kunsthistorisches Museum, Hofjagd- und Rüstkammer, Inv. Nr. A 69a)[7]
- Fußkampfharnisch Ludwigs II. von Ungarn, um 1514/15 (Wien, Kunsthistorisches Museum, Hofjagd- und Rüstkammer, Inv. Nr. E 1)[8]
- Fußkampfharnisch Giulianos de’ Medici, 1515 (Paris, Musée de l’Armée)